# Lesley Ugochukwu
Lesley Ugochukwu (Rennes, 26 de marzo de 2004) es un futbolista francés. Juega de centrocampista y su equipo es el Burnley F. C. de la Premier League.

## Trayectoria
Formado en las inferiores del Stade Rennes F. C., debutó con el primer equipo del club el 25 de abril de 2021 ante el Dijon F. C. O. en la Ligue 1. Las siguientes dos temporadas jugó con mayor regularidad y el 1 de agosto de 2023 fue traspasado al Chelsea F. C. Disputó quince partidos en su primer año y en agosto de 2024 fue prestado al Southampton F. C. Doce meses después abandonó definitivamente el club londinense al fichar por el Burnley F. C.

## Selección nacional
Ugochukwu es internacional en categorías inferiores por Francia.

## Estadísticas

### Clubes
Actualizado al último partido disputado el 25 de mayo de 2025.
| Club                            | Div.          | Temporada     | Liga  | Liga  | Copas nacionales | Copas nacionales | Copas internacionales | Copas internacionales | Total | Total |
| Club                            | Div.          | Temporada     | Part. | Goles | Part.            | Goles            | Part.                 | Goles                 | Part. | Goles |
| ------------------------------- | ------------- | ------------- | ----- | ----- | ---------------- | ---------------- | --------------------- | --------------------- | ----- | ----- |
| Stade Rennes F. C. "II" Francia | 5.ª           | 2020-21       | 5     | 0     | ―                | ―                | ―                     | ―                     | 5     | 0     |
| Stade Rennes F. C. "II" Francia | Total club    | Total club    | 5     | 0     | 0                | 0                | 0                     | 0                     | 5     | 0     |
| Stade Rennes F. C. Francia      | 1.ª           | 2020-21       | 3     | 0     | 0                | 0                | ―                     | ―                     | 3     | 0     |
| Stade Rennes F. C. Francia      | 1.ª           | 2021-22       | 18    | 1     | 0                | 0                | 4                     | 0                     | 22    | 1     |
| Stade Rennes F. C. Francia      | 1.ª           | 2022-23       | 26    | 0     | 2                | 0                | 7                     | 0                     | 35    | 0     |
| Stade Rennes F. C. Francia      | Total club    | Total club    | 47    | 1     | 2                | 0                | 11                    | 0                     | 60    | 1     |
| Chelsea F. C. Inglaterra        | 1.ª           | 2023-24       | 12    | 0     | 3                | 0                | ―                     | ―                     | 15    | 0     |
| Chelsea F. C. Inglaterra        | Total club    | Total club    | 12    | 0     | 3                | 0                | 0                     | 0                     | 15    | 0     |
| Southampton F. C. Inglaterra    | 1.ª           | 2024-25       | 26    | 1     | 5                | 0                | ―                     | ―                     | 31    | 1     |
| Southampton F. C. Inglaterra    | Total club    | Total club    | 26    | 1     | 5                | 0                | 0                     | 0                     | 31    | 1     |
| Burnley F. C. Inglaterra        | 1.ª           | 2025-26       | 0     | 0     | 0                | 0                | ―                     | ―                     | 0     | 0     |
| Burnley F. C. Inglaterra        | Total club    | Total club    | 0     | 0     | 0                | 0                | 0                     | 0                     | 0     | 0     |
| Total carrera                   | Total carrera | Total carrera | 90    | 2     | 10               | 0                | 11                    | 0                     | 111   | 2     |
| 1. 2.                           |               |               |       |       |                  |                  |                       |                       |       |       |

## Vida personal
Nacido en Francia, es descendiente nigeriano. Es sobrino del exfutbolista del Rennes y la selección de Nigeria Onyekachi Apam.